# 切尔维诺
切尔维诺（義大利語：Cervino），是意大利卡塞塔省的一个市镇。总面积7平方公里，人口5091人，人口密度727.3人/平方公里（2009年）。ISTAT代码为061028。